# Maià de Montcal

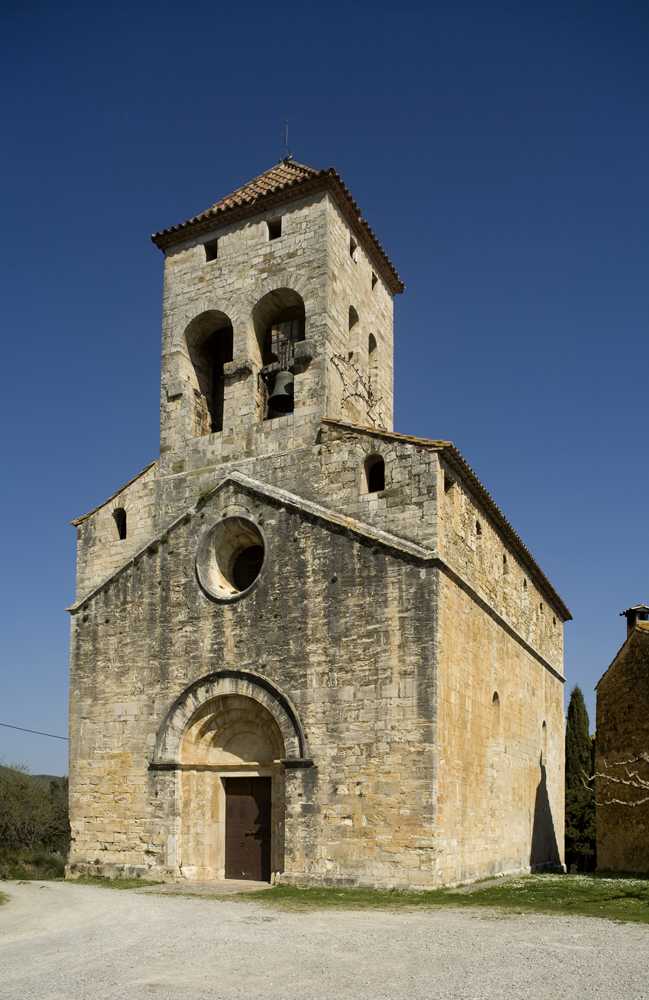
Kerk van Maià de Montcal

Maià de Montcal is een gemeente in de Spaanse provincie Girona in de regio Catalonië met een oppervlakte van 17 km². Maià de Montcal telt 433 inwoners (1 januari 2016).

## Demografische ontwikkeling
Bron: INE, 1857-2011: volkstellingen
Opm.: In 1969 werd de gemeente Dosquers aangehecht